# Fontaine Desaix (Claude-François-Marie Attiret)
Ne doit pas être confondu avec Fontaine Desaix (Charles Percier), Fontaine Desaix (Michel et Antoine Channeboux) ou Fontaine Desaix (Pierre Laurent).
Pour les articles homonymes, voir Desaix (homonymie).
La fontaine Desaix est une fontaine érigée à Riom. Elle est l'œuvre de l'architecte Claude-François-Marie Attiret. 
La fontaine Desaix d'Attiret est aujourd'hui l'une des trois fontaines riomoise dédiée au général Louis Charles Antoine Desaix.

## Description
La fontaine est formée de deux bassins rectangulaires dont l'un est agrandi d'un demi-cercle. L'ensemble, surmonté de deux coupes reliées par une balustrade est en pierre de Volvic. Du centre de la composition, s'élance une colonne de granit blanc, ceinte, à mi-hauteur, d'un bandeau de bronze portant la dédicace :

## Histoire

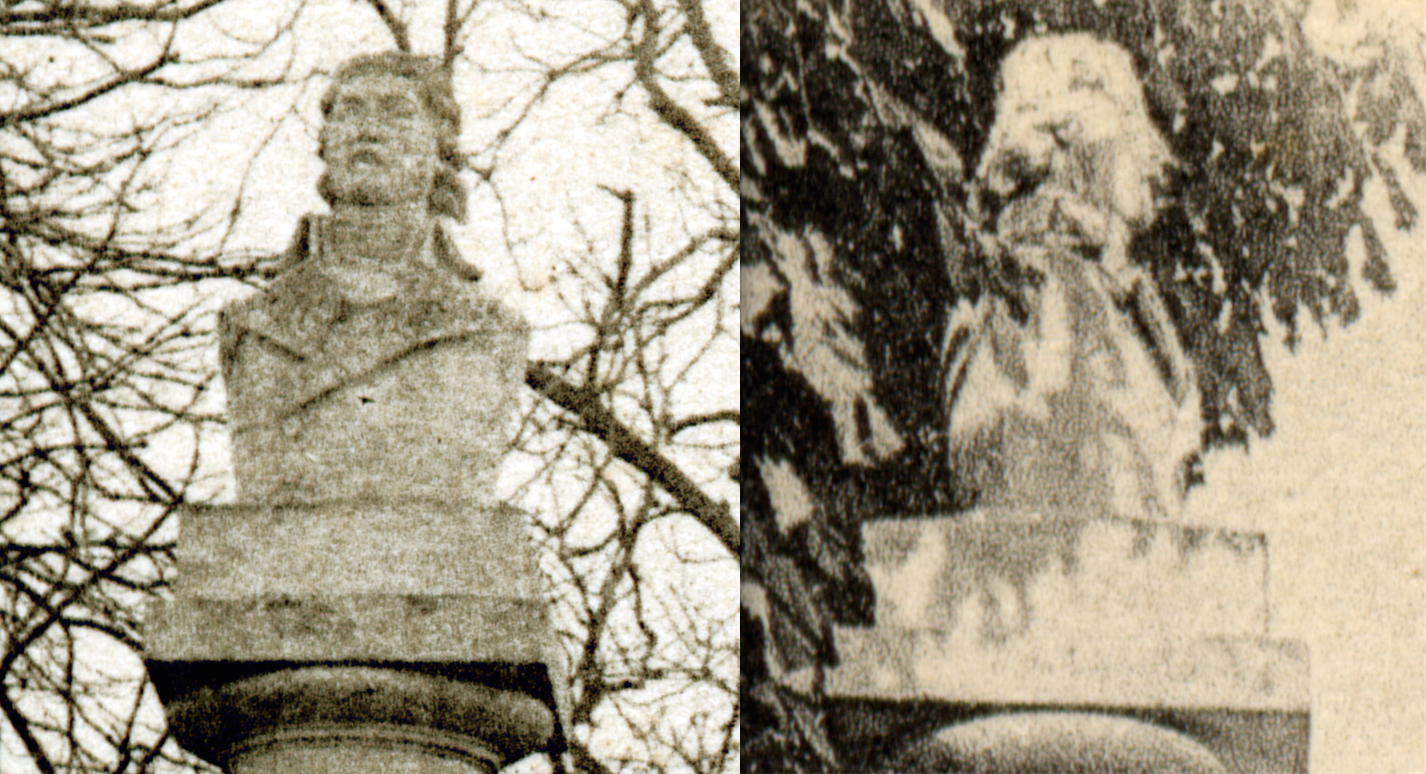
Face et profil du buste qui couronne la fontaine de 1883 à 1930

- 1800Attiret dessine un projet de la fontaine.
- 1806La fontaine est réalisée.
- Août 1883La colonne centrale de la fontaine est surmontée d’un buste de Desaix en pierre des carrières d’Apremont-sur-Allier, œuvre du sculpteur Joseph Bœuf.
- 1930Le buste qui est dégradé est remplacé par une sculpture en forme de boulet de canon en feu.
- 2000Une restauration de la fontaine est entreprise à l'occasion du bicentenaire de la bataille de Marengo.